# Magpie Reef
Magpie Reef är ett rev på Stora barriärrevet i Australien.  Det ligger utanför Kap Yorkhalvön i delstaten Queensland.